# Pingguoyuan
Pingguoyuan (in cinese: 苹果园站S, Píngguǒyuán zhànP) è una stazione della linea 1, della linea 6 e della linea S1 della metropolitana di Pechino.
La stazione costituisce il capolinea occidentale della linea 1 e della linea S1. Per via di lavori di ristrutturazione, avviati il 18 aprile 2020, la stazione Pingguoyuan della linea 1 è attualmente chiusa e riaprirà entro il 2025.

## Storia
Nel 1965, il Comitato Centrale del Partito Comunista Cinese approvò il Rapporto sulla costruzione della metropolitana di Pechino, che definiva chiaramente il piano per realizzare le prime stazioni della metropolitana, tra cui la stazione di Pingguoyuan.
Il 1° luglio 1965 iniziarono i lavori di realizzazione della linea della prima fase della metropolitana di Pechino (oggi suddivisa tra la linea 1 e la linea 2), inclusi quelli relativi alla stazione Pingguoyuan, un tempo indicata come "stazione n.52". In origine, però, Pingguoyuan era una stazione di emergenza della linea 402, una linea ad uso esclusivamente militare, e non era previsto un collegamento con la stazione Gucheng. Poco prima del completamento del tratto occidentale della prima fase, gli urbanisti suggerirono di prolungare la linea della prima fase della metropolitana di Pechino da Gucheng a Pingguoyuan.
Il 15 gennaio 1971 aprì al pubblico la prima fase della metropolitana di Pechino, nella tratta tra la stazione di Gongzhufen e la stazione ferroviaria di Pechino centrale (oggi fermata della linea 2) e, successivamente, il 7 novembre 1971, venne estesa fino a Gucheng. Poiché stabilito solo successivamente, il prolungamento verso Pingguoyuan richiese più tempo per essere ultimato e venne inaugurato solamente il 23 aprile 1973.
Successivamente, la stazione di Pingguoyuan venne inserita nella lista delle fermate della linea 6 e della linea di maglev a media velocità S1. Il 13 dicembre 2018 fu completata e collaudata la struttura principale e le opere accessorie della stazione della linea 6.
Il 18 aprile 2020 la stazione della linea 1 viene chiusa per ristrutturazione, con termine dei lavori fissato entro il 2025, mentre il 14 ottobre successivo iniziarono i lavori per la stazione della linea S1.
Il 23 novembre 2021, la stazione della linea 6 superò l’ispezione preliminare, mentre il 16 dicembre successivo fu collaudato anche il livello della linea S1. Il 31 dicembre 2021 venne inaugurata e aperta al pubblicazione la stazione Pingguoyuan delle linee 6 e S1.

## Posizione
La stazione di Pingguoyuan è situata nell'omonimo sottodistretto, afferente al distretto Shijingshan della città di Pechino, nella periferia occidentale della capitale. La stazione è stata costruita tra Pingguoyuan Road e Pingguoyuan South Road, a metà percorso tra la quinta e la sesta circonvallazione di Pechino. La stazione della linea 1 è disposta con orientamento nord-ovest/sud-est, mentre quella della linea 6 si trova lungo Pingguoyuan South Road, con orientamento est-ovest. La stazione della linea S1 è l'unica delle tre sopraelevata ed è disposta in direzione est-ovest.

## Struttura e impianti
La stazione della linea 1 dispone di una stazione sotterranea su due livelli, con atri separati e banchine laterali, mentre quella della linea 6 è ospitata al terzo piano sotterraneo, con atrio unico e banchina a isola. La stazione della linea S1 presenta una struttura sopraelevata suddivisa in tre livelli, dotata di atrio unico e banchine laterali. Le tre linee della stazione sono collegate tra loro tramite corridoi di interscambio pedonale interni, che consentono il passaggio diretto tra i diversi livelli. 
Prima della sospensione del servizio della linea 1 nel 2020, la stazione Pingguoyuan della linea 1 disponeva di quattro uscite, tutte dotate di rampe per l’accesso delle persone con disabilità. A seguito della chiusura temporanea per lavori di ristrutturazione, gli ingressi e l’atrio della linea 1 sono stati demoliti. Con l’apertura al servizio delle linee 6 e S1 sono stati costruiti sei nuovi accessi: le uscite A-F si trovano sul lato nord di Pingguoyuan South Road; le uscite G e H si trovano sul lato sud della stessa strada; infine, le uscite I e J sono posizionate a nord di Fushi Road, in un'area residenziale con piccoli esercizi commerciali e collegamenti autobus.

## Servizi
La stazione dispone di:
- Accessibilità per portatori di handicap (solo uscite B e D)
- Emettitrice automatica biglietti
- Ascensori
- Scale mobili
- Servizi igienici
- Sportello automatico
- Stazione video sorvegliata
- Ufficio polizia

### Orari

#### Linea 6 e linea S1
I treni della linea 6 effettuano servizio dalla stazione di Pingguoyuan tutti i giorni dalle 4:59 alle 00:13. I treni della linea S1, invece, sono attivi dalle 5:51 alle 23:32.

## Interscambi
- Fermata autobus.